# Rima Wakarua
Rima Shane Wakarua-Noema (North Shore, 25 marzo 1976) è un ex rugbista a 15 e allenatore di rugby a 15 neozelandese, internazionale per l’Italia.

## Biografia
Nato nella provincia di Auckland, figlio di padre Maori (anch'egli giocatore in posizione di terza linea e attivo in una squadra di seniores anche in tarda età) e madre scozzese, Wakarua giunse in Italia nel 1999, in quanto chiuso nel ruolo di mediano d'apertura nel suo club d'origine (il North Harbour) da Frano Botica.
A ingaggiare la giovane apertura (capace di giocare anche come estremo) neozelandese fu il Rovato, poi divenuto Leonessa; nella squadra bresciana vinse per quattro stagioni consecutive la classifica marcatori di serie A e nel 2003 contribuì alla promozione della squadra nel Super 10.
Nel 2002, grazie alle norme IRB, fu naturalizzato per la FIR e divenne idoneo a rappresentare l'Italia, cosa della quale approfittò il C.T. della Nazionale John Kirwan: questi convocò Wakarua per la Coppa del Mondo di rugby 2003 in Australia e lo fece esordire in corso di torneo contro Tonga.
Wakarua fu utilizzato anche da Pierre Berbizier nel Sei Nazioni 2004, poi in un'altra serie di test autunnali del 2004 e 2005; al novembre di tale anno risale l'ultimo dei suoi 11 incontri in azzurro (con 99 punti, frutto di 15 trasformazioni, un drop goal e 22 calci piazzati).
Nel 2005 si trasferì al GRAN Parma, militando nella quale stabilì il record di punti segnati da un singolo giocatore in una gara del Super 10 (contro l'AlmavivA Capitolina il 23 dicembre 2006, 58-20 con 48 punti personali, frutto di 4 mete, 5 trasformazioni e 6 calci piazzati e, successivamente, raggiunse i 1.000 punti nella competizione (nel novembre 2007).
Al termine della stagione 2007-08 Wakarua lasciò il GRAN Parma e firmò un contratto per i Cavalieri di Prato, in serie A/1.
Alla fine del quadriennio, in cui il club è passato dalla seconda divisione alla finale del campionato di Eccellenza 2011-12, Wakarua è divenuto giocatore-allenatore dell'Unione Prato Sesto, in serie B. Al termine della prima stagione, ha ottenuto con questi ultimi la promozione in A2.